# Societatea Filologică din Londra
Societatea Filologică (Philological Society), sau Societatea Filologică din Londra (London Philological Society), este cea mai veche societate savantă din Marea Britanie dedicată studiului limbii. Societatea a fost înființată în 1842 pentru a „investiga și promova studiul și cunoștințele structurii, afinităților și istoriei limbilor”. Societatea publică un jurnal, Transactions of the Philological Society (Memorii ale Societății Filologice), de trei ori pe an.